# Eksegese
Eksegese er en teologisk disciplin, hvor religiøse tekster fortolkes. Eksegese er den kommenterende og problemdrøftende gennemgang af en religiøse tekst, der kommer efter et tekstnært forarbejde (oversættelse og tekstkritik) og forsøget på i kort, overskuelig form at gengive tekstens form og indhold (parafrase). Det bruges også om ekstensiv og kritisk fortolkning af autoritative tekster, særligt Koranen, Midrash, Talmud og tilsvarende.
Eksegese kan også betyde forklaring af filosofiske og juridiske tekster. Eksegese er en fortolkning og forståelse af teksten på grundlag af teksten selv, og bør ikke bruges synonymt med hermeneutik, som er anvendelse af en bestemt metode eller fortolkningsteori, ofte baseret på den samtidige relevans af den behandlede tekst.
Forskellige hjælpediscipliner til eksegesen er f.eks:
- tidshistorie
- indledning
- hermeneutik

Man taler om gammeltestamentlig såvel som nytestamentelig eksegese.
Typisk vil eksegese bestå af 
- Oversættelse (typisk fra græsk eller semitiske sprog)
- Parafrase
- Udlægning

## Eksterne henvisning
- Afdeling for bibelsk eksegese Arkiveret 9. august 2011 hos  Wayback Machine, Københavns Universitet